# Hana Elhebshi
Hana Elhebshi, de vegades Hana El Hebshi (àrab: هناء الحبشي, Hanāʾ al-Ḥabxī), (Líbia, c. 1985) és una arquitecte i activista líbia, guardonada amb el premi Internacional Dona Coratge el 2012.
Elhebshi, filla d'un comandant militar de la Força Aèria de Líbia a la base de Noviaga, treballava com arquitecte a Trípoli. Es va convertir en ciberactivista durant la revolució líbia, informant sobre el setge de Trípoli en línia. Va informar dels atacs de l'OTAN i va fer públic el nombre de persones assassinades pel règim de Muammar Gaddafi durant la revolució del 2011. També explicava al món el patiment que havia sofert el país durat anys. Va fer servir el nom «Numidia» per al seu activisme, una referència a la seva herència amaziga, per protegir la seva identitat. Com a part del seu esforç per difondre informació estava també en contacte amb agències de notícies com Al Jazeera.